# Adoretus freudei
Adoretus freudei är en skalbaggsart som beskrevs av Frey 1970. Adoretus freudei ingår i släktet Adoretus och familjen Rutelidae. Inga underarter finns listade i Catalogue of Life.